# 新興郡 (朝鮮)
新興郡（：／ Sinhŭng gun */?）是朝鮮民主主義人民共和國咸鏡南道的一個郡，北鄰兩江道。位於城川江上游，北枕赴戰嶺山脈。面積1,200平方公里，2008年人口104,002人。下分1邑、3勞動者區、21里。
1914年朝鮮日治時期設郡。